# 3638 Davis
3638 Davis eller 1984 WX är en asteroid i huvudbältet som upptäcktes den 20 november 1984 av den amerikanske astronomen Edward L.G. Bowell vid Anderson Mesa Station. Den är uppkallad efter den amerikanske astronomen Donald R. Davis.
Asteroiden har en diameter på ungefär 17 kilometer och den tillhör asteroidgruppen Eos.